# Escuela de Ginebra

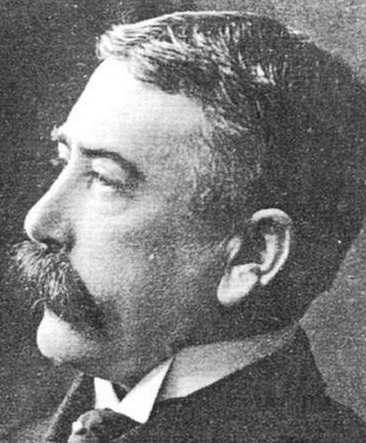
Ferdinand de Saussure, una de las figuras más prominentes de la Escuela de Ginebra

La expresión de Escuela de Ginebra se refiere a un grupo de lingüistas situados en Ginebra que fueron los pioneros en el estructuralismo lingüístico (a principios del siglo XX); y también a un grupo de teóricos literarios y críticos que trabajaron desde allí bajo una perspectiva fenomenológica durante la primera mitad del siglo XX entre los que se incluyen críticos como Marcel Raymond, Albert Beguin, Georges Poulet, Jean Rousset, Jean Starobinski, Jean-Pierre Richard, entre otros.

## Escuela de lingüística de Ginebra
La figura más prominente de la Escuela de Ginebra fue Ferdinand de Saussure. Otros importantes compañeros y estudiantes de Saussure que comprenden esta escuela incluyen a Albert Sechehaye, Albert Riedlinger, Serguéi Kartsevski y Charles Bally.
El libro más importante relacionado con esta escuela es Cours de linguistique générale, el principal trabajo de Saussure, que fue publicado por sus estudiantes Charles Bally y Albert Sehechaye. El libro se basaba en lecturas que Saussure impartió 3 veces en Ginebra entre 1906 y 1912. Sehechaye y Bally no tomaron partes en dichas lecturas, pero recopilaron los apuntes de varios estudiantes. El más importante de esos estudiantes fue Albert Riedlinger, quien proveyó el material más importante. Además Bally y Sehechaye continuaron desarrollando las teorías de Saussure, principalmente enfocados en la investigación lingüística de la palabra. Sehechaye también se concentró en resolver problemas sintácticos.

## Fundamentos de la escuela de Ginebra
Dentro de la lingüística quedaría la rama de la semiología, que es la ciencia que estudia el sentido de la lengua, nacería en la escuela de Ginebra. Esta nueva ciencia cambiaría la forma de comprender el lenguaje hasta entonces.
El concepto fundamental de la semiología fue el signo lingüístico, que sería la unidad de la lingüística. Un signo lingüístico es la suma de dos elementos: la cara acústica (que es lo que suena, significante) y el concepto (lo que damos a entender, significado). Todas las teorías de Saussure se fundamentan en el estudio del significante y significado, y al conjunto de ambos se le llama dualidad saussuriana. El signo lingüístico es creado por el hombre, y no es divino, como se pensaba antes, ya que vamos añadiendo nuevos términos y cambiando el lenguaje según avanza el tiempo. También se aprecia que la juventud tiene más capacidad para ir cambiando el signo lingüístico.
Los signos lingüísticos además se pueden relacionar de dos formas:
- Relación sintagmática: Es la relación que mantiene el signo lingüístico con el anterior y el posterior, y es la que conocemos por su relación gramática. P.ej.: Laura come pan
- Relación paradigmática: Es la relación que mantiene un signo lingüístico con otro que no está en el sintagma, sino que forma parte de su mismo paradigma, sea este cerrado (preposiciones, por ejemplo) o abierto (sustantivos, verbos de la primera conjugación). v.gr..: El [lunes] martes [miércoles] me voy de [vacaciones] viaje [fiesta].